# Acrocercops orthostacta
Acrocercops orthostacta là một loài bướm đêm thuộc họ Gracillariidae. Nó được tìm thấy ở Bihar, Ấn Độ. Nó được miêu tả bởi Edward Meyrick năm 1918. Ấu trùng ăn Sida cordifolia.